# Národní park Kosterhavet
Kosterhavet je mořský národní park, který byl vyhlášen v roce 2009 a svojí rozlohou s téměř 39 000 hektary se jedná o jeden z největších švédských národních parků. Spolu se sousedním norským parkem Ytre Hvaler je to první národní park ve Skandinávii, který je zaměřen na ochranu podmořského života.

## Poloha
Národní park leží na území obcí Strömstad a Tanum v kraji Bohuslän; provincie Västergötland. Na severu hraničí s norským národním parkem Ytre Hvaler, na východě a jihu s přírodními rezervacemi Tanumskusten, Trossö-Kalvö-Lindö, Väderöarna a dalšími.
Jedním z výchozích bodů pro exkurzi do parku je ostrov a osada Tjärnö, kde se mimo jiné nachází mořské výzkumné akvárium Göteborské univerzity, které je v letních měsících přístupné i pro veřejnost. Zde je také možno si zamluvit prohlídku parku s průvodcem nebo exkurzi po plážích.

## Popis
Oblast je velmi bohatá na mořský život, přičemž mnoho vzácných druhů zde existuje díky mořskému příkopu (max. hloubka 247 m), který od severu k jihu odděluje Kosterské ostrovy od pevniny. Bylo zde identifikováno přes 6000 druhů různých živočichů a řas (z toho přes 200 endemických), a nachází se zde mimo jiné jediný švédský korálový útes (korál Lophelia pertusa). Některé z ostrovů, které tvoří zhruba 900 hektarů z rozlohy parku, slouží jako ochranná pásma pro ptáky a tuleně a je na ně vstup zakázán.

## Galerie

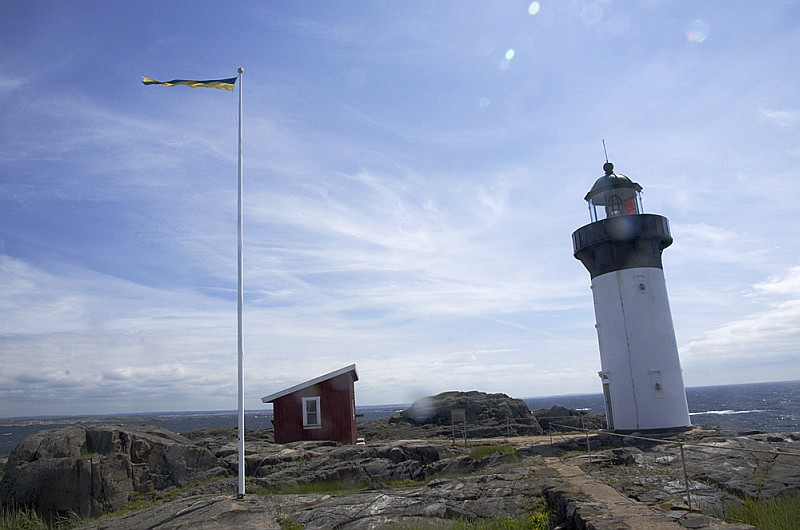
Národní park Kosterhavet, maják na ostrově Ursholmen
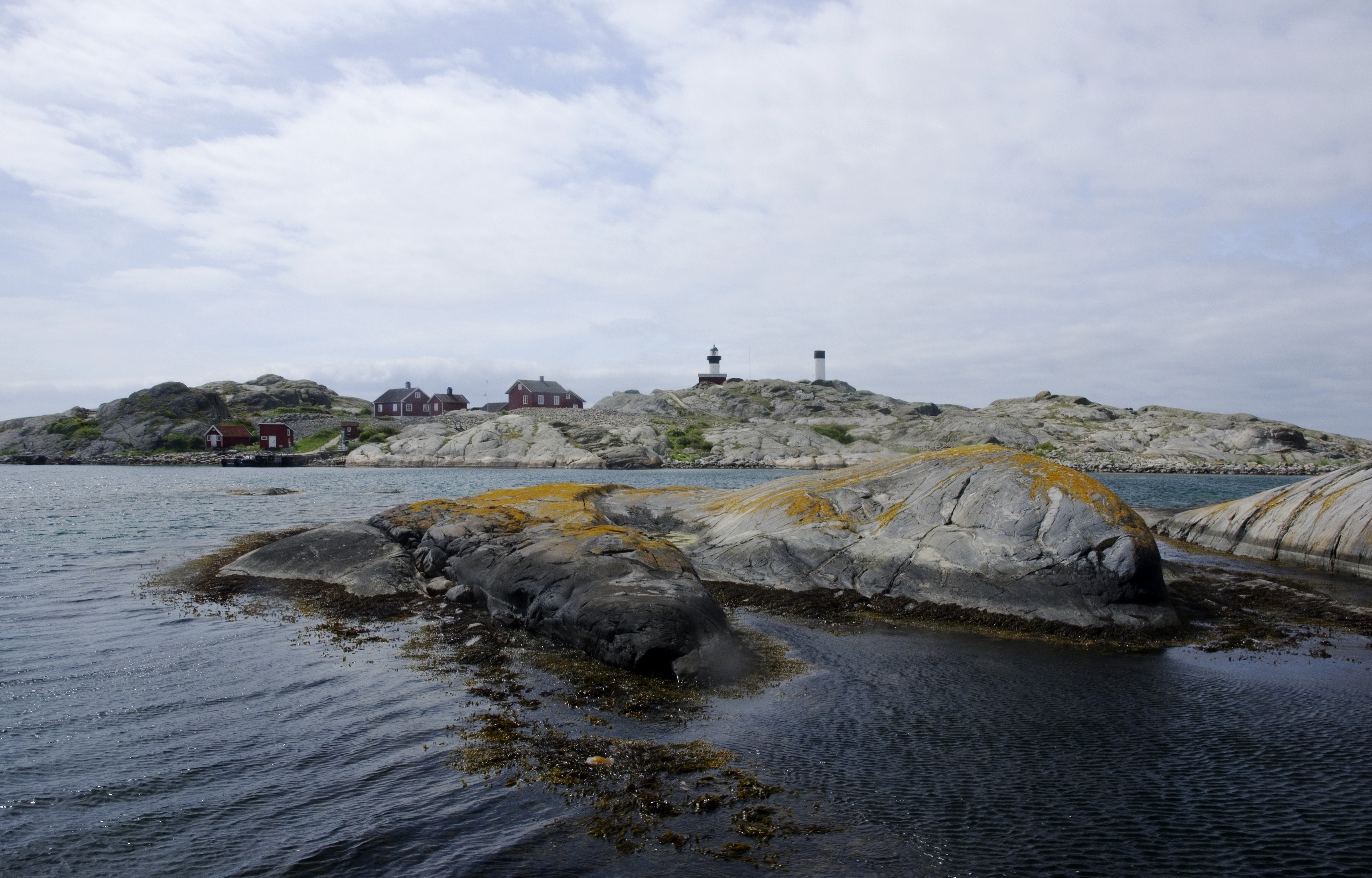
Národní park Kosterhavet, ostrov Ursholmen
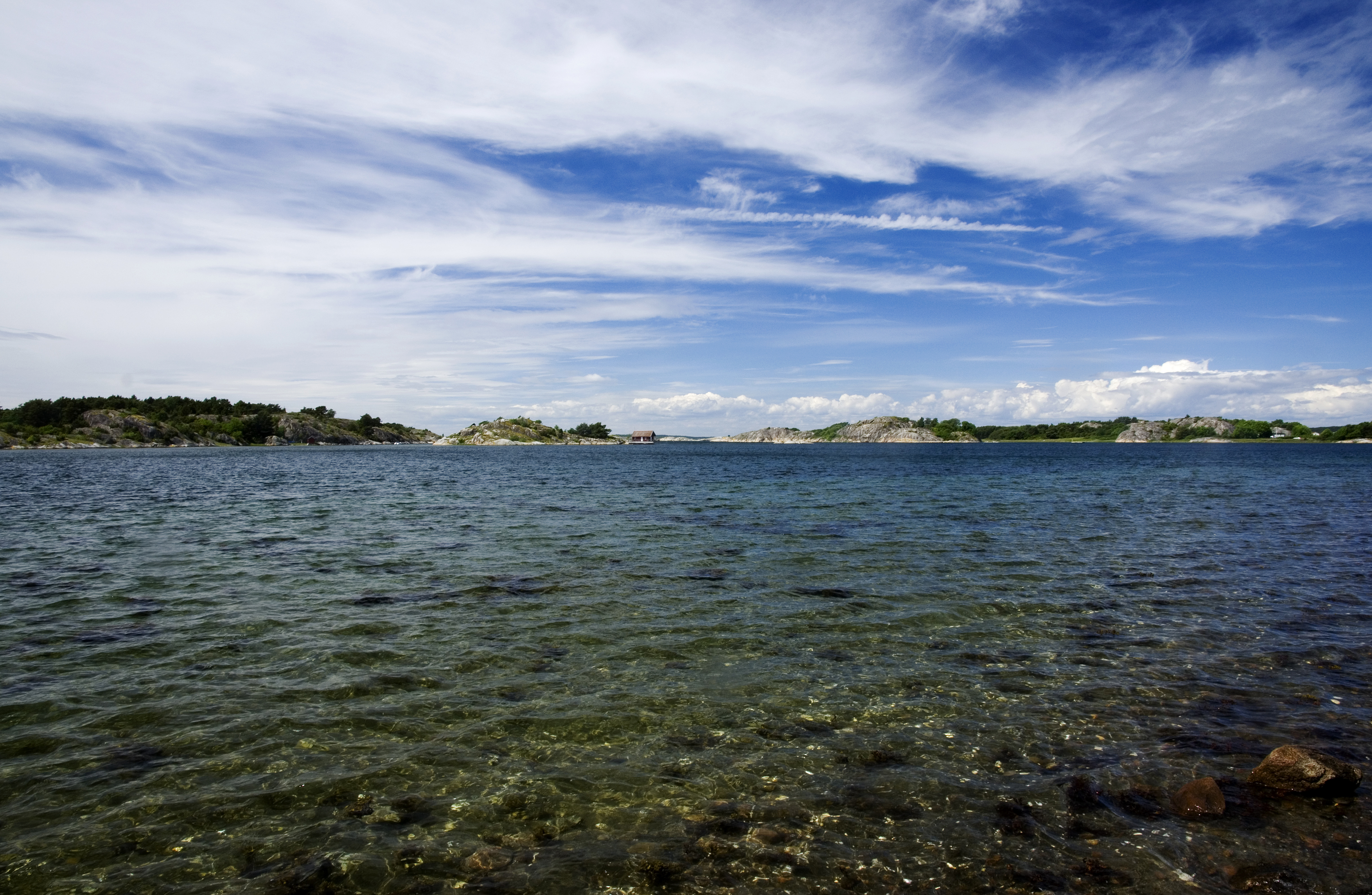
Národní park Kosterhavet, moře
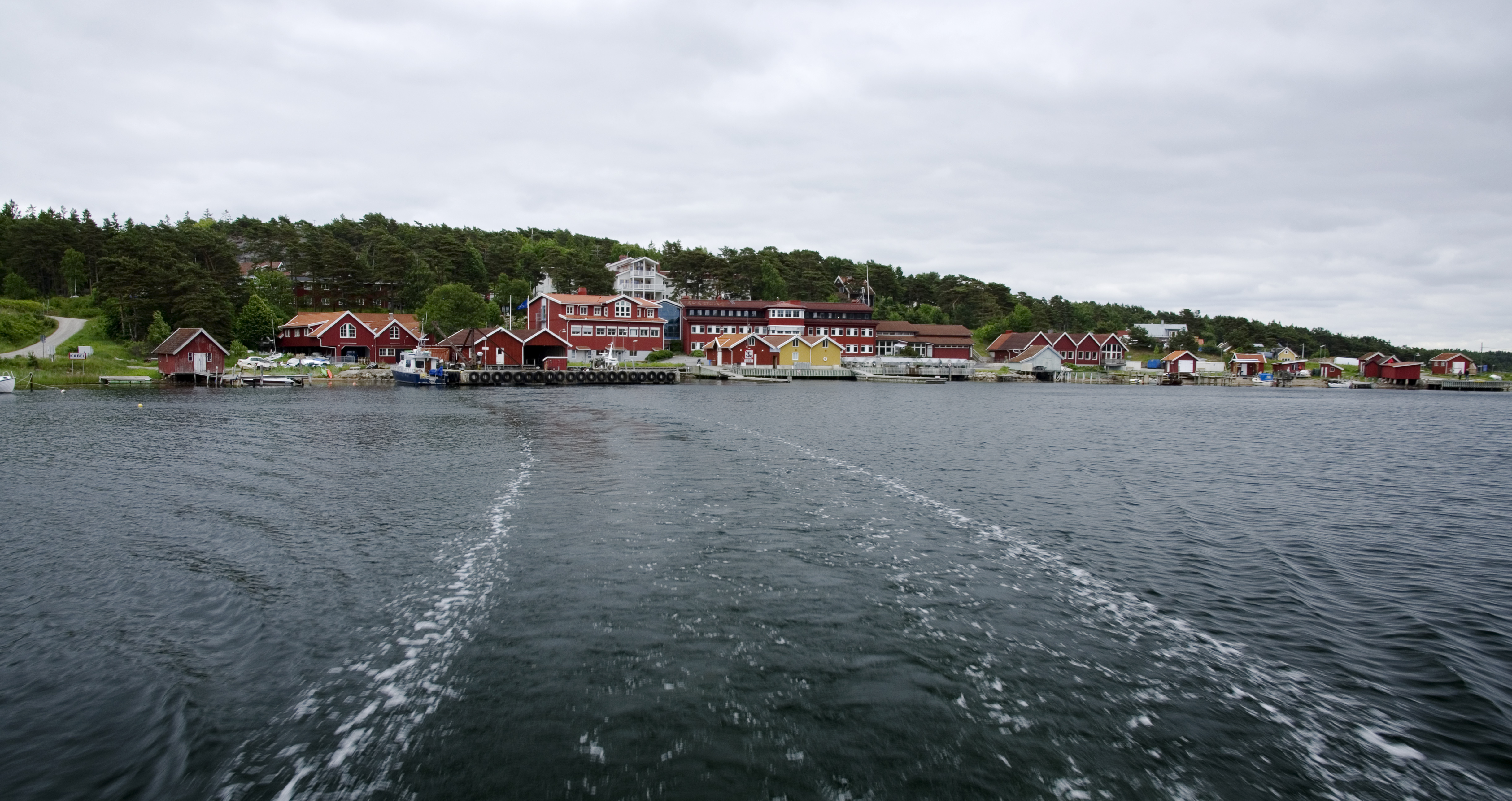
Osada Tjärnö
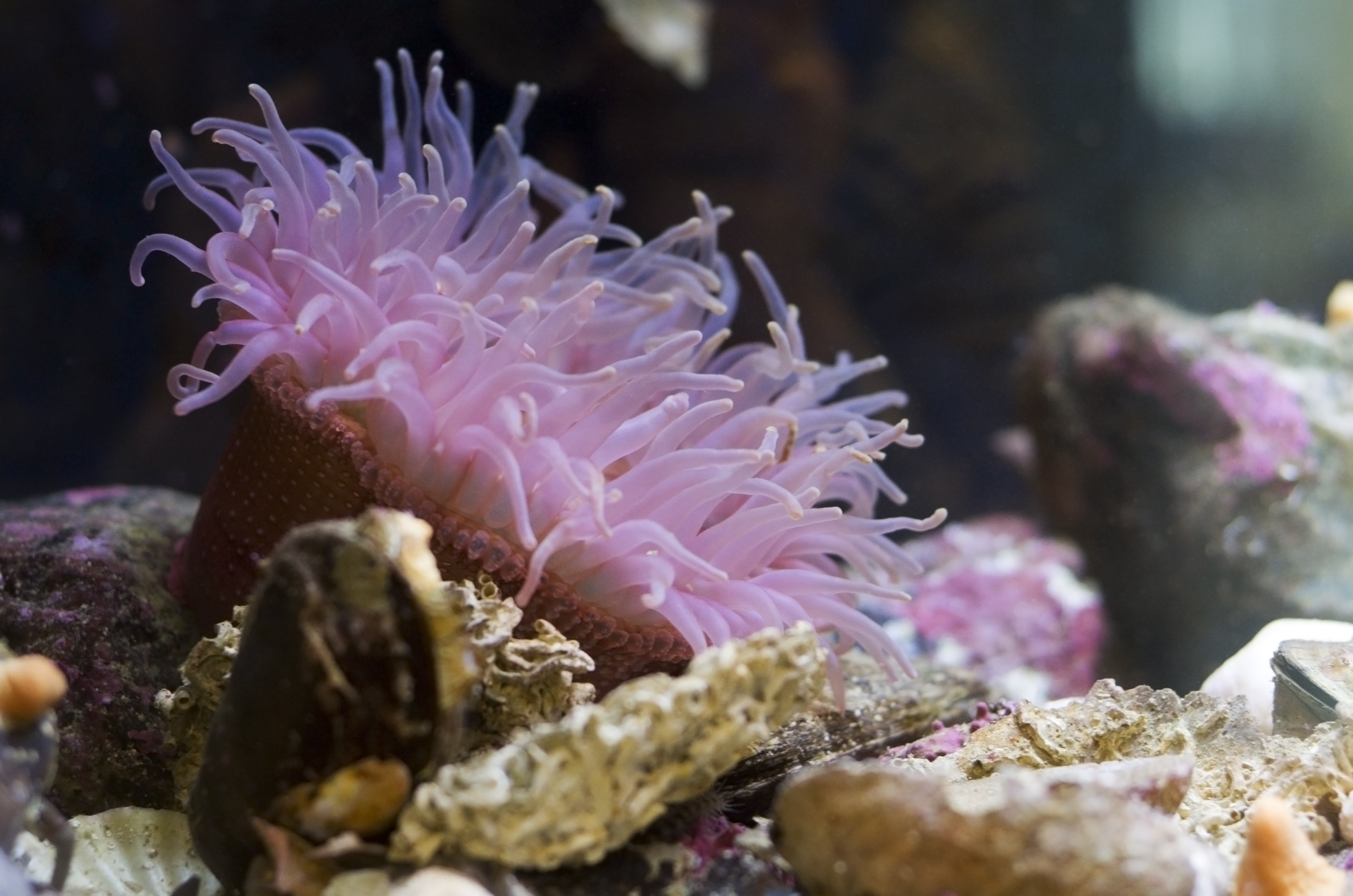
Sasanka v mořském akváriu v Tjärnö

## Podnebí
| Kosterhavet – podnebí | Kosterhavet – podnebí | Kosterhavet – podnebí | Kosterhavet – podnebí | Kosterhavet – podnebí | Kosterhavet – podnebí | Kosterhavet – podnebí | Kosterhavet – podnebí | Kosterhavet – podnebí | Kosterhavet – podnebí | Kosterhavet – podnebí | Kosterhavet – podnebí | Kosterhavet – podnebí | Kosterhavet – podnebí |
| Období                | leden                 | únor                  | březen                | duben                 | květen                | červen                | červenec              | srpen                 | září                  | říjen                 | listopad              | prosinec              | rok                   |
| --------------------- | --------------------- | --------------------- | --------------------- | --------------------- | --------------------- | --------------------- | --------------------- | --------------------- | --------------------- | --------------------- | --------------------- | --------------------- | --------------------- |
| Průměrná teplota [°C] | −2,1                  | −1,7                  | 0,4                   | 4,6                   | 10,4                  | 14,8                  | 16,3                  | 15,8                  | 12,2                  | 8,1                   | 3,3                   | −0,1                  | 6,8                   |
| Průměrné srážky [mm]  | 48                    | 32                    | 40                    | 40                    | 43                    | 49                    | 46                    | 65                    | 68                    | 80                    | 69                    | 47                    | 627                   |
| Zdroj: SMHI           |                       |                       |                       |                       |                       |                       |                       |                       |                       |                       |                       |                       |                       |